# Гжибув (Лодзинське воєводство)
Гжибув (пол. Grzybów) — село в Польщі, у гміні Шадек Здунськовольського повіту Лодзинського воєводства.
Населення — 178 осіб (2011).
У 1975-1998 роках село належало до Серадзького воєводства.

## Демографія
Демографічна структура станом на 31 березня 2011 року:
|          | Загалом | Допрацездатний вік | Працездатний вік | Постпрацездатний вік |
| -------- | ------- | ------------------ | ---------------- | -------------------- |
| Чоловіки | 98      | 20                 | 69               | 9                    |
| Жінки    | 80      | 22                 | 40               | 18                   |
| Разом    | 178     | 42                 | 109              | 27                   |